# Daniel Fanego
Daniel Luis Fanego (Buenos Aires, 30 de març de 1955-Buenos Aires, 19 de setembre de 2024)va ser un actor de cinema, teatre i televisió argentí.

## Biografia
Va néixer i va residir al barri de Saavedra, Buenos Aires.  Va cursar la carrera de Dret fins a quart any, però va decidir estudiar actuació després dels 23 anys. Va debutar com a actor en 1978 en l'obra Doña Rosita, la soltera. Va seguir amb La mujer silenciosa i Pigmalión.
En televisió és conegut per El caballero de las respuestas de oro, El gran desafío, La malquerida, Sonata de celos, i el paper protagonista a Romeo y Julieta. En cinema, els seus papers coneguts són en El Fausto criollo i Desde el abismo.

## Filmografia
- El jockey (2024)
- Akelarre (2020)
- Desertor (2019)
- La sabiduría (2019)
- Lobos (2019)
- Acusada (2018)
- Necronomicón: el libro del infierno (2018)
- El Ángel (2018)
- Eva no duerme (2015)
- Betibú (2014)
- El amigo alemán (2013)
- 5.5.5  (2012)
- ¡Atraco! (2012)
- Todos tenemos un plan (2012)
- Vaquero (2011)
- Rehén de ilusiones (2010)
- Ni dios, ni patrón, ni marido (2009)
- Los condenados (2009)
- Zenitram (2009)
- Rodney (2008)
- Salamandra (2008)
- Las hermanas L (2008)
- Martín Fierro: la película (2007)
- UPA! Una película argentina (2006)
- Géminis (2005)
- Luna de Avellaneda (2004)
- Nowhere (2002)
- La toma (curtmetratge) (2000)
- Corazón iluminado (1998)
- El mundo contra mí (1996)
- Bésame mortalmente (1990)
- El profesor punk (1988)
- Los amores de Laurita (1986)
- Casi no nos dimos cuenta (1982)
- Desde el abismo (1980)
- El Fausto criollo (1979)

## Televisió
- El primero de nosotros (2022)
- El reino (2021)
- El marginal (2018)
- El jardín de bronce (2017)
- Los siete locos y los lanzallamas (2015)
- La verdad (2015)
- El legado (2014)
- 23 pares (2012)
- Volver a nacer (2012)
- El elegido (2011)
- Todos contra Juan 2 (2010)
- Tratame bien (2009)
- Epitafios (2009)
- Los cuentos de Fontanarrosa (2007)
- Larga distancia (2006)
- Mujeres asesinas (2005-2006)
- Botines (2005)
- El deseo (2004)
- Resistiré (2003)
- Maridos a domicilio (2002)
- Cuatro amigas (2001)
- Culpables (2001)
- La nocturna (1998)
- De corazón (1997)
- Archivo Negro (1997)
- ¡Hola, papi! (1995)
- Los machos (1994)
- Vivo con un fantasma (1993)
- Passion (1991-1992)
- Chiquilina mía (1991)
- El juego de los matrimonios (1989)
- La cuñada (1987)
- Bárbara Narváez (1985)
- Señora Ordóñez (1984)
- Amar... al salvaje (1983)
- El Rafa (1980-1982)
- Romeo y Julieta (1981)

## Teatre
- Roberto Zucco – com a director.
- La lección de anatomía.
- Traición.
- Camille.
- Doce hombres en pugna.
- Pareja abierta.
- Tributo.
- El misántropo.
- Hamelin.
- Paisaje después de la batalla.
- Medea.
- Largo viaje de un día hacia la noche.
- Las tres hermanas.
- Una pasión sudamericana.
- Vuelo a Capistrano.
- Un día muy particular.
- Porteños.
- El león en invierno.
- Idénticos.
- Jugadores.
- Modestamente Fanego.

El 2016 va participar a «Idénticos», el moviment teatral d'actors, dramaturgs, directors, coreògrafs, tècnics i productors que des de fa 16 anys porta a escena peces teatrals que tenen per missió fer pròpia la cerca de les Àvies de la Plaza de Mayo, els qui des de fa més de tres dècades segueixen el rastre de quatre-cents joves que encara tenen la seva identitat canviada.

## Premis i reconeixements
- Premi ACE 1995: Millor director per Roberto Zucco.[4]
- Premi Martín Fierro 2003: Millor actor de repartiment de Novel·la per Resistiré.[5]
- Premi Podestá 2005: Trajectòria honorable.[4]
- Premi Cóndor de Plata 2004: Millor actor de repartiment per Luna de Avellaneda.[4]
- Premi Konex 2011 - Diploma al Mèrit: Actor de Teatre.[6]
- Premi Cóndor de Plata 2013: Millor actor de repartiment per Todos tenemos un plan.[7]
- Premi ACE 2013: Millor actor dramàtic per El león en invierno.[5]
- Premi Cóndor de Plata 2019: Millor actor de repartiment per El Ángel.[8]
- Premi Konex 2021 - Diploma al Mèrit: Actor de Cinema.[6]
- Ciutadà il·lustre de la Ciutat Autònoma de Buenos Aires en l'àmbit de la Cultura 2023, declaració atorgada per la Legislatura portenya.[3]